# مارشال سالينز
مارشال ديفيد سالين (بالإنجليزية: Marshall Sahlins)‏ (ولد 27 ديسمبر 1930) هو عالم أنثروبولوجيا أمريكي اشتُهر بعمله الإثنوغرافي (الأجناس البشرية) في المحيط الهادئ وعُرف بمساهماته في النظرية الأنثروبولوجية. هو في الوقت الحالي أستاذ الخدمة المتميزة في قسم تشارلز إف جراي الفخري للأنثروبولوجيا والعلوم الاجتماعية بجامعة شيكاغو.

## سيرته الذاتية
وُلد سالينز في شيكاغو. كان من أصل يهودي روسي، لكنه نشأ في أسرة علمانية غير متدينة. تدعي عائلته أنها انحدرت من بعل شيم توف، وهو حاخام روحاني يُعتبر مؤسس يهودية الحاسيديم. أُعجبت والدة سالينز بإيما غولدمان وكانت ناشطة سياسية في طفولتها في روسيا.
حصل سالينز على درجة البكالوريوس والماجستير في الآداب من جامعة ميشيغان حيث درس مع عالمة الأنثروبولوجيا التطورية ليزلي وايت. حصل على درجة الدكتوراه في جامعة كولومبيا في عام 1954. شملت تأثيراته الفكرية إريك وولف، ومورتون فرايد، وسيدني مينتز، والمؤرخ الاقتصادي كارل بولاني. بعد حصوله على درجة الدكتوراه، عاد للتدريس في جامعة ميشيغان. أصبح ناشطًا سياسيًا في ستينيات القرن العشرين، وخلال الاحتجاج على حرب فيتنام، صاغ سالينز مصطلح للشكل المبتكر للاحتجاج يُطلق عليه الآن «تيش إن» الذي استُلهم من الاعتصام الذي كان رائداً خلال حركة الحقوق المدنية. في عام 1968، وقَّع سالينز على «احتجاج الكتاب والمحررين على ضريبة الحرب»، الذين تعهدوا على رفض دفع الضرائب احتجاجًا على حرب فيتنام. في أواخر ستينيات القرن العشرين، أمضى سالينز سنتين أيضًا في باريس، عرضت له الحياة الفرنسية الفكرية (وخصوصًا أعمال كلود ليفي ستروس) والاحتجاجات الطلابية في مايو 1968. وفي عام 1973، حصل على منصب في قسم الأنثروبولوجيا في جامعة شيكاغو، حيث يشغل حاليًا منصب أستاذ الخدمة المتميزة الفخري للأنثروبولوجيا في قسم تشارلز إف جراي. استمر التزامه بالنشاط طوال فترة وجوده في شيكاغو، ما أدى إلى احتجاجه على افتتاح معهد كونفوشيوس التابع للجامعة (والذي أُغلق لاحقًا في خريف عام 2014). في 23 فبراير 2013، استقال سالينز من الأكاديمية الوطنية للعلوم للاحتجاج على دعوة إجراء البحوث العسكرية لتحسين فعالية المجموعات القتالية الصغيرة، وكذلك احتج على انتخاب نابليون شاغنون. جاءت الاستقالة في أعقاب نشر مذكرات شاغنون في ذلك الشهر التي حصلت على تغطية واسعة النطاق، كما نُشر لمحة عن شاغنون في مجلة نيويورك تايمز.
إلى جانب أبحاثه ونشاطه، درب سالينز مجموعة من الطلاب الذين واصلوا دراستهم ليصبحوا بارزين في هذا المجال. وقال أحد هؤلاء الطلاب، غايل روبين، «إن سالينز متحدث رائع ومفكر بارع. بحلول الوقت الذي أنهى فيه المحاضرة الأولى، أصبحت مهتمًا جدًا».
في عام 2001، أصبح سالينز ناشرًا في منشورات بريكلي بير، التي بدأت في عام 1993 من قِبل عالمي الأنثروبولوجيا كيث هارت وآنا غريمشو، وأُعيدت تسميتها بصحافة بريكلي براديم. تتخصص الطباعة بكتابة منشورات صغيرة في مواضيع غير تقليدية في الأنثروبولوجيا، والنظرية النقدية، والفلسفة، والأحداث الجارية.
كان شقيقه الكاتب والكوميدي برنارد سالينز (1922-2013). ابنه بيتر سالينز، وهو مؤرخ.

## عمله
يُعرف سالينز بنظرية التفاعل بين البنية والهيئة، ويُعرف بانتقاداته للنظريات المختزلة للطبيعة البشرية (خاصةً الاقتصادية والبيولوجية)، وعروضه عن القوة التي يجب أن تشكلها الثقافة في تصورات الناس وأفعالهم. على الرغم من أن تركيزه الكامل كان على المحيط الهادئ، إلا أن سالينز أنهى معظم أبحاثه في فيجي وهاواي.
«أكثر شعوب العالم بدائيةً  ليس لديهم سوى القليل من المال، لكنهم ليسوا فقراء. الفقر ليس كمًا صغيرًا معينًا من البضائع، كما أنه ليس مجرد علاقة بين الوسائل والغايات، بل إنه في الدرجة الأولى علاقة بين الناس. إن الفقر وضع اجتماعي. كما إن الفقر اختراع للحضارة، لقد نما مع الحضارة، باعتباره التمييز المقت بين الطبقات».

## وصلات خارجية
- صفحته في موقع جامعة شيكاغو
- سيرته المشروحة، بقلم أليكس غلوب.